# Marisbel Lomba
Marisbel Lomba, född den 17 augusti 1974 i Charleroi, Belgien, är en belgisk judoutövare.
Hon tog OS-brons i damernas lättvikt i samband med de olympiska judotävlingarna 1996 i Atlanta.